# Jerzy Kolendo

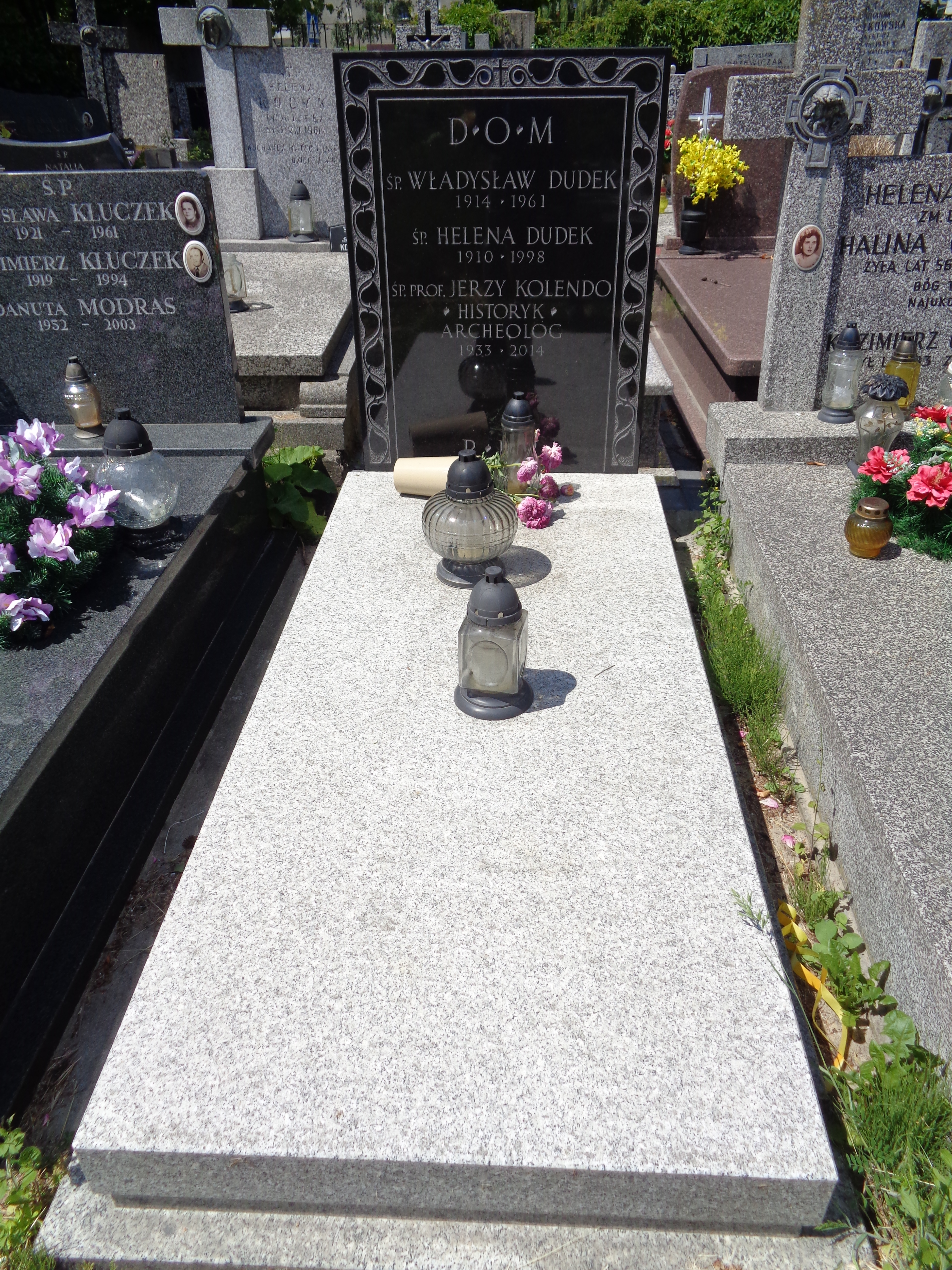
Grab von Jerzy Kolendo

Jerzy Władysław Kolendo (geboren am 9. Juni 1933 in Brest am Bug; gestorben am 28. Februar 2014) war ein polnischer Althistoriker und Klassischer Archäologe.

Jerzy Kolendo beendete sein Studium der Geschichte im Jahr 1955 an der Universität Warschau, an der er 1960 mit einer Arbeit über die römischen Kolonien des 1. und 2. Jahrhunderts in der Provinz Africa promoviert wurde. Am Historischen Institut der Polnischen Akademie der Wissenschaften, dem er von 1955 bis 1981 angehörte, wurde er 1968 habilitiert und 1979 zum Professor ernannt. 1981 wurde er Dozent, 1990 schließlich Professor am Archäologischen Institut der Universität Warschau und lehrte dort bis zu seiner Emeritierung 2003. Gastprofessuren führten ihn 1983 und 1986 an die Universität Padua, 1988 an die Universität Straßburg und von 1993 bis 1994 an die Université Paris 1 Panthéon-Sorbonne. Für seine Verdienste wurde er 2011 mit dem Kommandeurskreuz des Ordens Polonia Restituta ausgezeichnet.
Das wissenschaftliche Werk Kolendos umfasst mehr als 500 Aufsätze und Monographien. Sie widmeten sich ganz überwiegend Themen des Römischen Reichs wie der Lebensmittelproduktion, der Sklaverei, immer wieder aber vor allem den Beziehungen Roms zum Barbaricum und Limesproblemen. Den geographischen Schwerpunkt bildeten hierbei Karthago und Nordafrika, Bereiche, in denen er intensive epigraphische Studien betrieb. Darüber hinaus galten seine Interessen den antiquarischen Studien in Polen und in den polnischen Wissenschaften vom 16. bis zum späten 19. Jahrhundert sowie den Folgen der Großen Emigration nach dem Novemberaufstand 1830/31 in Polen.

## Mitgliedschaften
- Warschauer Wissenschaftsgesellschaft
- Polnische Akademie der Gelehrsamkeit
- 1995: Academia Europaea[1]
- Polnische Akademie der Wissenschaften
- Deutsches Archäologisches Institut

## Publikationen (Auswahl)
- Kolonat w Afryce rzymskiej w I–II wieku i jego geneza. Państwowe Wydawnictwo Naukowe, Warschau 1962.
- Le traité d’agronomie des Saserna. Wrocław, Bresslau 1973.
- mit Tadeusz Kotula: Centres et peripheries de la civilisation antique en Afrique du Nord, phenomene urbain. International Congress of Historical Sciences, San Francisco 1975.
- Le colonat en Afrique sous le Haut-Empire. Les Belles Lettres, Paris 1976.
- A la recherche de l’ambre baltiquélexpédition d’un chevalier roman sous Neron (= Studia Antiqua. Band 4). Wydawnictwa Uniwersytetu Warszawskiego, Warschau 1981.
- mit Jerzy Żelazowski: Teksty i pomniki: zarys epigrafiki łacińskiej okresu Cesarstwa Rzymskiego. OBA Novae, Warschau 2003.
- Antyczne korzenie koncepcji autochtonizmu i migracjonizmu. Wydawnictwo Contact, Posen 2007.
- Antiquarian studies in Poland from the sixteenth to the twentieth century. Instytut Badań Interdyscyplinarnych "Artes Liberales" UW, Warschau 2011.